# Lettre de Melton

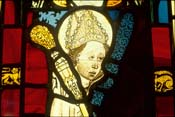
Représentation contemporaine de William Melton, l'auteur de la lettre.

La Lettre de Melton est une lettre datée du 14 janvier 1330 (ou parfois 1329 dans certaines sources, même si cette date semble moins probable) et adressée au lord-maire de Londres Simon Swanland par l'archevêque d'York William Melton, un des plus éminents membres du clergé d'Angleterre. La lettre est restée célèbre car Melton y affirme que l'ancien roi Édouard II d'Angleterre, destitué et supposément mort en captivité en 1327, serait à ce moment-là toujours en vie.
Contrairement à la Lettre de Fieschi, un autre écrit contemporain défendant la théorie de la survie d'Édouard II après 1327, la déclaration de Melton n'a pas autant attiré l'attention des historiens, bien que le prélat ait été un ami personnel de l'ancien monarque et que ses arguments soient corroborés par la découverte la même année de la conspiration d'Edmond de Woodstock pour restaurer Édouard II. Quoi qu'il en soit, la lettre s'ajoute à de nombreux témoignages de l'hypothèse survivantiste d'Édouard II.

## Contenu de la lettre
Dans sa lettre adressée au lord-maire de Londres Simon Swanland, l'archevêque d'York William Melton fait la déclaration surprenante que le roi Édouard II d'Angleterre, que la grande majorité des contemporains considère alors mort en captivité au château de Berkeley le 21 septembre 1327, est en réalité toujours vivant. Cette déclaration entre en contradiction avec les déclarations officielles du gouvernement d'Isabelle de France et de Roger Mortimer, tous deux régents du jeune roi Édouard III. Melton s'attarde ensuite sur la longue liste de fournitures qu'il désire que Swanland lui procure afin de les remettre secrètement à l'ancien monarque.
La lettre du prélat omet de nombreuses informations, notamment le lieu dans lequel se trouve Édouard II, s'il est entré en contact avec lui directement, s'il est « dans un endroit sûr » sans gardien et ce qui s'est réellement passé à Berkeley en septembre 1327. Il est probable que Melton ait choisi de ne pas laisser écrites des informations aussi importantes dans le but de les dissimuler à Isabelle et Roger Mortimer et de les communiquer à Swanland de manière orale, via un messager. La requête adressée par Melton à Swanland indique qu'il sait comment accéder à l'ancien roi, ce qui laisse supposer que l'archevêque bénéficie d'une source sûre à ce sujet.

## Théories en soutien
Le fait qu'une lettre aussi précieuse sur la destinée d'Édouard II après 1327 soit écrite par l'archevêque William Melton n'est pas anodin. En effet, ce dernier connaît le roi d'Angleterre depuis 1297, au moins. Melton a été un ardent soutien d'Édouard pendant son règne et s'est prononcé contre sa déposition par le Parlement le 13 janvier 1327, refusant même par loyauté d'assister au couronnement de son fils et successeur Édouard III le 1er février suivant. En outre, l'archevêque est reconnu de son vivant comme un homme non seulement pieux, mais aussi capable, intègre et compatissant. La Chronique de Lanercost précise que « bien qu'il fût l'un des courtisans du roi, il mena une vie religieuse et honorable », et la Vita Edwardi Secundi le décrit comme « un courtisan fidèle dans tout ce qui lui est imposé ». Enfin, après avoir neutralisé ses régents le 19 octobre 1330, Édouard III a restauré Melton dans le poste de Lord grand trésorier le 1er décembre suivant : le jeune roi semble avoir été convaincu des compétences d'un prélat continuellement loyal à son père, un point de vue partagé tant par les contemporains de Melton que par les différents historiens qui se sont intéressés au désastreux règne d'Édouard II.
De plus, deux mois après l'écriture de cette lettre, un complot est déjoué par Isabelle et Roger Mortimer. La conspiration, conduite par Edmond de Woodstock, 1er comte de Kent et demi-frère d'Édouard II, aurait eu pour but de délivrer le roi déchu du château de Corfe où il aurait été emprisonné et de le restaurer sur le trône — ce dernier but ne semble pas avoir été partagé par Melton, qui demande dans sa lettre l'envoi de 200 livres en or, ce qui laisse supposer qu'il aurait simplement envisagé de faire sortir Édouard II d'Angleterre, soit pour sa sécurité, soit pour lui permettre ultérieurement de lever une armée à l'étranger pour renverser les régents de son fils Édouard III. Quoi qu'il en soit, Edmond est condamné pour haute trahison et exécuté sur ordre d'Isabelle et de Mortimer le 19 mars 1330. Arrêté et interrogé peu après pour sa connaissance du complot — mais non pour sa lettre, qui semble ne pas avoir été découverte —, William Melton aurait déclaré qu'un certain William Kingsclere lui aurait dit le 10 octobre 1329 que le roi déposé était toujours en vie. Cette source semble obscure, tout comme celle qu'a avancée le comte de Kent lors de son procès — Edmond prétend avoir été informé par un dominicain — : Melton et Kent auraient peut-être menti pour protéger leur véritable source.

## Arguments en défaveur
La lettre écrite par William Melton en janvier 1330 n'a été découverte que très récemment et n'a reçu que peu de crédit de la part des spécialistes de cette période, à l'exception notable d'Ian Mortimer et de Kathryn Warner. Ainsi, l'historien et biographe d'Édouard II Seymour Phillips déclare que l'archevêque d'York a été « induit en erreur » et « facilement convaincu, ou faut-il dire trompé ? » en croyant qu'Édouard II était toujours vivant en 1330 et ne considère même pas la possibilité que la déclaration de Melton puisse être vraie. Cette assertion rejoint le point de vue de la majorité des historiens qui se sont penchés sur la déchéance d'Édouard II et qui pensent que le complot de Kent organisé en sa faveur pourtant deux ans et demi après sa mort supposée n'est dû qu'à la stupidité ou la naïveté d'Edmond de Woodstock, qui aurait été la victime d'un stratagème délibérément conçu par Roger Mortimer pour lui faire croire que son demi-frère était toujours vivant en mars 1330, afin de se débarrasser de lui. Pourtant, ces historiens font souvent abstractions des nombreux soutiens qu'a reçus Edmond pour son complot, à l'instar des barons Thomas Wake et Henri de Beaumont ou de l'évêque de Londres Stephen Gravesend.
Une autre explication de l'évocation de la possible survie d'Édouard II par un aussi important prélat d'Angleterre serait qu'elle aurait facilité la mise en place du complot d'Edmond de Woodstock et des adversaires d'Isabelle de France et de Roger Mortimer en se ralliant sous la fausse bannière d'un roi déchu et emprisonné, mais vivant. Le rassemblement d'autant de barons et de prélats mécontents du régime des régents d'Édouard III aurait été plus facile par l'invocation d'Édouard II, adversaire naturel d'Isabelle de France et de Roger Mortimer, qui ont largement contribué à sa chute en 1327. Par ailleurs, cela expliquerait le projet d'invasion de l'Angleterre à la fin de l'année 1329 par le noble écossais Donald II de Mar, connu pour avoir été par le passé un proche compagnon d'armes et conseiller d'Édouard II, et l'incroyable déclaration de ce dernier de lever le chiffre énorme de 40 000 hommes pour aller simplement secourir de sa prison un homme censé être mort depuis plusieurs années : le désir de Mar d'envahir le Nord de l'Angleterre afin d'affaiblir Isabelle et Mortimer aurait été légitimé par la volonté de délivrer un homme injustement emprisonné depuis sa déposition.

### Citations originales
1. ↑  « We have certain news of our liege lord Edward of Caernarfon, that he is alive and in good health of body, in a safe place at his own wish … We beg you as dearly as we trust in you that you procure for us a loan of £200 in gold, if you can have it, for the comfort of and in secret, taken to the said lord for us, and that you obtain two half cloths of different colours, good cloth and intimate clothing and good fur of miniver for six garments and three hoods of miniver, and two coverlets of different colours of the larger size, with the hangings, and two belts and two bags, the best that you can find for sale, and twenty ells of linen cloth, and send for his Cordovan leather so that we have six pairs of shoes and two pairs of boots, and have the above-mentioned things bundled up together … and come to us as soon as you can to advise us how we will procure such a great sum of money for the said lord, as we wish that he may be helped as far as we and you are able to arrange… »